# Sosnivka
Sosnivka (ukrajinsky Соснівка; polsky Sosnówka) je město v Červonohradském rajónu ve Lvovské oblasti na Ukrajině. V roce 2021 zde žilo 10 838 obyvatel. Sosnivka leží severně od Lvova při hranicích s Polskem. Městem, které bylo založeno pro ubytování horníků pracujících v blízkých uhelných dolech v roce 1955, prochází železniční trať spojující města Lvov a Kovel.